# Gaves réunis
A Gaves réunis folyó Délnyugat-Franciaország területén, az Adour bal oldali mellékfolyója.

## Földrajzi adatok
A folyó Landes megyében keletkezik, a Gave de Pau és a Gave d’Oloron összefolyásával Bayonne-tól 25 km-re keletre, és nem messze torkollik az Adourba. Hossza mindössze 10 km.
Egyedüli jelentős település a folyó mellett Peyrehorade.